# Kasserota conviva
Kasserota conviva är en insektsart som först beskrevs av Stsl 1863.  Kasserota conviva ingår i släktet Kasserota och familjen Lophopidae. Inga underarter finns listade i Catalogue of Life.